# Historicisme arquitectònic

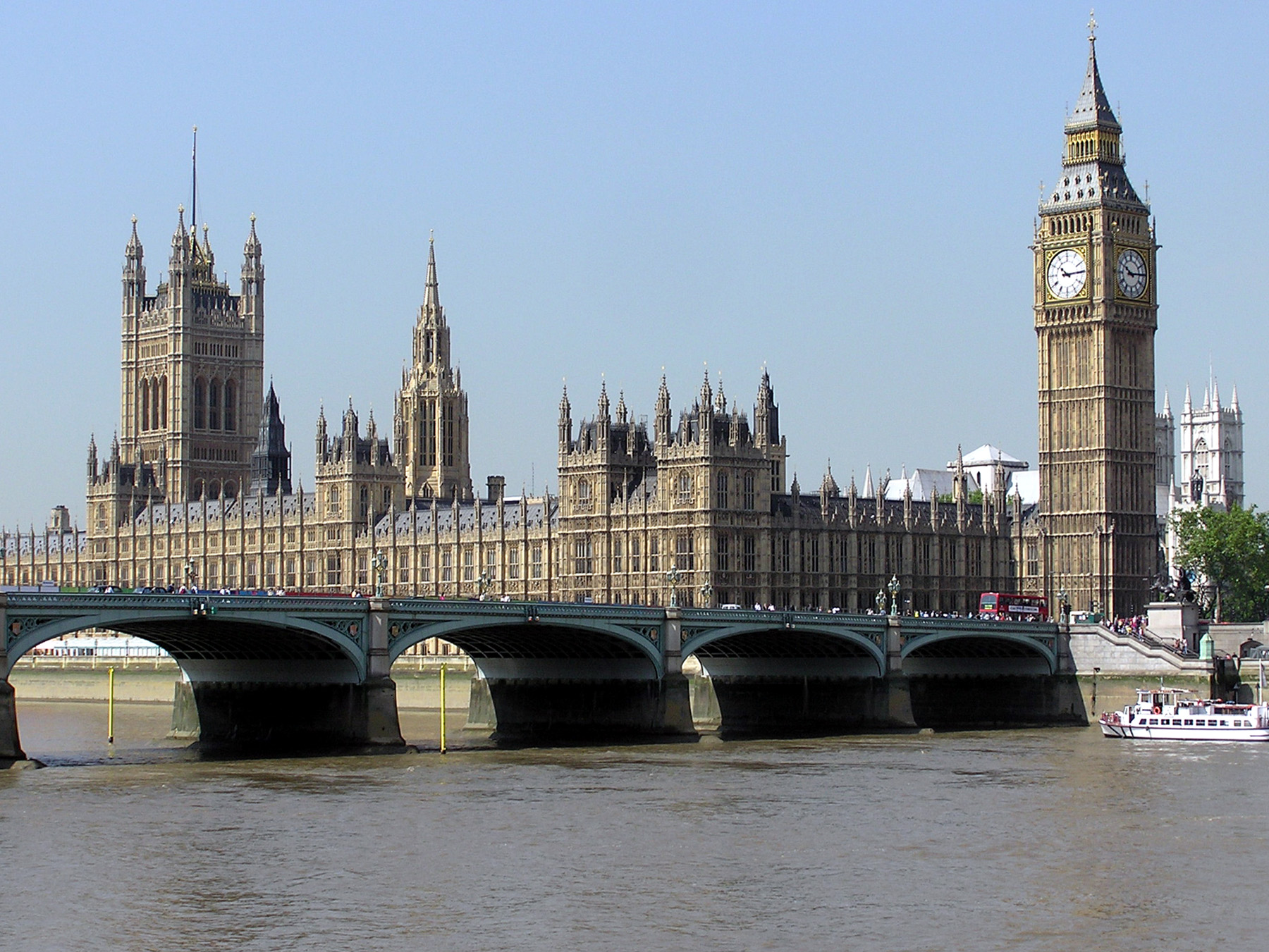
Parlament britànic, exemple d'obra neogòtica

L'historicisme en arquitectura fou un moviment desenvolupat al segle xix que pretenia recuperar l'arquitectura de temps passats. Es tractava d'imitar estils arquitectònics d'altres èpoques incorporant algunes característiques culturals d'aquell segle, mentre que l'arquitectura eclèctica es dedicava a barrejar estils per donar forma a quelcom de nou.
Podem destacar-ne diversos corrents com el neobizantí, neoàrab, neobarroc, encara que el que més èxit tingué fou el neogòtic, que es basava, com indica el seu nom, en un nou gòtic ressuscitat. Entre les edificacions realitzades segons aquest estil destaca el Parlament britànic, projectat per Augustus Welby Northmore Pugin i Charles Barry. També tingueren molta importància algunes variants orientals, com el neogòtic indi, dins del qual podem destacar el pavelló Reial de Brighton, obra de John Nash. A Espanya, destacà el corrent neomudèjar, com a expressió d'un estil propi i nacional.
Els arquitectes catalans del modernisme van emprar elements historicistes neogòtics en les seves obres. Antoni Gaudí en la casa Figueres o torre Bellesguard, per exemple, evoca les fortaleses medievals amb merlets, o Josep Puig i Cadafalch usa nombrosos elements escultòrics neogòtics a la casa Amatller.

## Història
El terme historicisme designa l'interès històric per les manifestacions artístiques del passat. Aquesta actitud va assolir el moment culminant durant el segle xix, quan els artistes van buscar en el passat o en llocs remots, considerats exòtics, noves formes d'expressió artística. Les manifestacions concretes de l'historicisme en el camp arquitectònic van ser els diversos revivals del segle xix: el greek revival, el gothic revival o neogòtic i l'eclecticisme.
A mesura que s'aprofundia en els estudis arqueològics i històrics, es descobrien noves possibilitats i es van rescatar altres estils del passat com el romànic, el romà d'Orient o el mudèjar. El llenguatge oferia dues possibilitats: la recreació arqueològica, és a dir, la repetició fidel de les formes dels exemples antics, o la reinterpretació i l'ús més lliure de les formes, de vegades perquè no mantenien el model original i d'altres perquè s'acoblaven o barrejaven de forma anacrònica i donaven lloc a l'eclecticisme. En general, se'n pot parlar de dues postures: els que van buscar en el passat històric la solució ideal i van donar lloc als diferents historicismes, i els que van recórrer a la conjunció dels aspectes més positius de l'arquitectura al llarg de la història, fonent-los en un sol llenguatge, el resultat del qual va ser l'eclecticisme. Ambdós coincideixen a buscar un nou llenguatge alternatiu a l'expressió única classicista.
A Europa, des del començament del segle xix, es manifesta un fort desig de rescatar el passat medieval. Els motius d'aquesta actitud són múltiples: la revitalització religiosa, els sentiments nacionalistes que porten a una identificació amb el passat històric, però també la recerca d'un estil nou després de l'abandó del model clàssic.

## A Europa
El ressorgiment de l'arquitectura gòtica va marcar profundament el segle xix. A França, Eugène Viollet-le-Duc (1814-1879) va establir les bases del moviment neogòtic i va definir l'arquitectura medieval com un model de lògica constructiva i com a exemple d'art col·lectiu. Des d'Anglaterra, Augustus Pugin, John Ruskin i William Morris també van propugnar la necessitat d'un art carregat de valors espirituals.
A l'imperi Austríac l'historicisme és la tendència predominant en l'arquitectura de la segona meitat del segle xix i començaments del segle xx a les grans ciutats com Viena o Budapest. A Viena, l'obertura de la Ringstraße a partir de 1857 va donar lloc a un gran desplegament de l'arquitectura historicista,

## A Catalunya
A Catalunya, el medievalisme no solament va suposar la tornada a una època menyspreada pel neoclassicisme, sinó que va concretar el desig d'entroncar amb una època enyorada, el període més pròsper de la història catalana.

### Medievalisme
Fins al 1835, el medievalisme no va ser assumit plenament pels arquitectes catalans. La crema de convents durant la Revolució del 1835 i la desaparició d'exemples importants de la història medieval catalana van suscitar una forta reacció en defensa del patrimoni artístic. Des dels ambients acadèmics, es va promoure l'estudi dels monuments històrics i se'n van crear institucions per a la preservació.
Elies Rogent i Amat (Barcelona, 1821-1897) va ser el principal representant del medievalisme a Catalunya. Va estudiar arquitectura a Madrid i després va ser director de l'Escola d'Arquitectura de Barcelona. Rogent va assumir l'historicisme a partir d'uns principis nacionals. Va treballar en la restauració dels monestirs de Santa Maria de Ripoll (1880-1893) i de Sant Cugat del Vallès (1851), la qual cosa li va permetre investigar les formes històriques. La seva obra principal és la Universitat de Barcelona (1863-1871), un edifici de caràcter protorenaixentista, amb influències germàniques, amb un cos central rematat en un pinyó i dos cossos laterals simètrics. A l'interior destaca el paranimf, ricament decorat amb policromies que contrasten amb la severitat general de l'edifici.

### Neogòtic
El principal exponent del neogòtic a Catalunya va ser Joan Martorell i Montells (Barcelona, 1833-1906). Martorell pertany a la primera promoció de llicenciats de l'Escola d'Arquitectura de Barcelona. Molt influït per les obres de Viollet-le-Duc, va desenvolupar un gòtic molt personal, que anava més enllà de l'aplicació mecànica de formes historicistes. Martorell va reunir un grup d'artistes i arquitectes (entre ells, Antoni Gaudí i Domènech i Montaner) que van treballar en els projectes de Comillas: el palau de Sobrellano, la capella panteó per a la família d'Antonio López i el seminari Pontifici (1878-1888).
L'església de les Saleses (1884) és la seva obra mestra a Barcelona, un edifici de maó vist i elements de ceràmica, amb una alta agulla que centra la façana principal. La varietat de materials i detalls decoratius provinents de llenguatges diversos li dona un aire original, aliè a tot arqueologisme.
El 1882, Martorell va presentar un projecte per a la nova façana de la catedral de Barcelona, que no va guanyar el concurs, però va ser més valorat que el gòtic convencional del projecte vencedor, realitzat per Josep Oriol Mestres (Barcelona, 1815-1895). Mestres era arquitecte titular de la catedral des del 1855 i va basar el seu projecte en un de Carles Galters, del 1408, conservat a l'arxiu de la catedral. Al llarg del XIX, van conviure diversos estils arquitectònics alhora, sense que cap en tingués prou força per imposar-se sobre els altres.

### Eclecticisme
L'eclecticisme va caracteritzar l'arquitectura del XIX i reflecteix les incerteses estilístiques d'una època de canvis i la voluntat de produir un estil que expressés una nova era de la civilització occidental.
L'eclecticisme va triomfar a Barcelona amb l'Exposició Internacional del 1888. Josep Fontserè i Mestre (1829-1897) es va encarregar de la urbanització del parc de la Ciutadella. Va projectar i va dirigir les obres de la cascada monumental (1874-1882, amb la col·laboració de Gaudí) i diversos pavellons. També va realitzar la urbanització de l'entorn del parc, amb les cases porticades, i va construir el mercat del Born (1876), una estructura pionera en l'ús del ferro.
L'arc de Triomf, de Josep Vilaseca, i el cafè Restaurant, de Domènech i Montaner, són exemples que mostren la voluntat d'assumir la tradició per impulsar la recerca d'un estil modern.